# 救主堂 (杜伊斯堡)
救主堂（Salvatorkirche）是德国杜伊斯堡一座古老的教堂，属于福音教会。该堂建于14世纪，以取代一座更古老的教堂。它坐落在城堡广场（Burgplatz），与韦瑟尔的威利布罗迪大教堂（Willibrordi-Dom）同为下莱茵地区重要的晚期哥特式教堂之一。

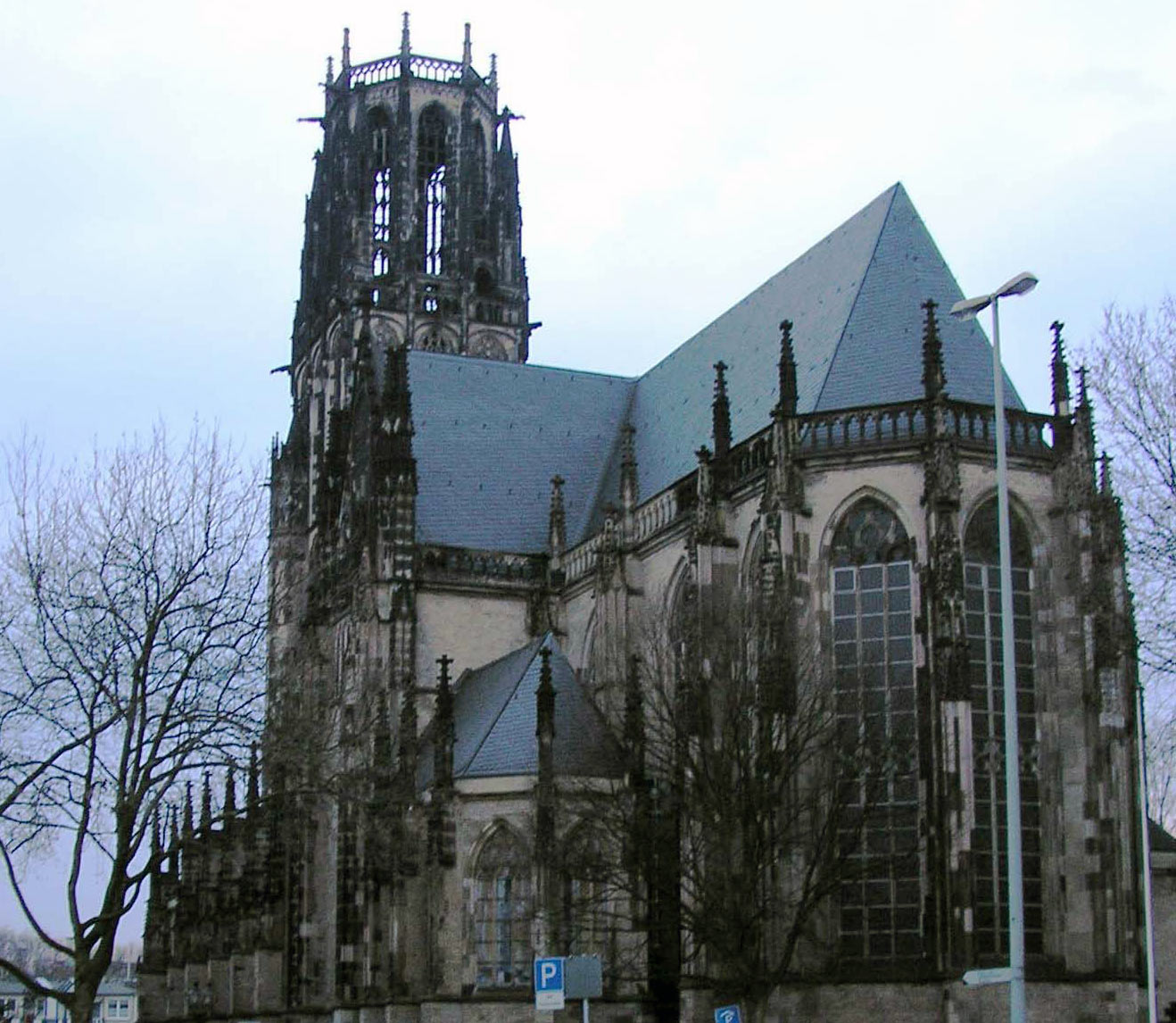
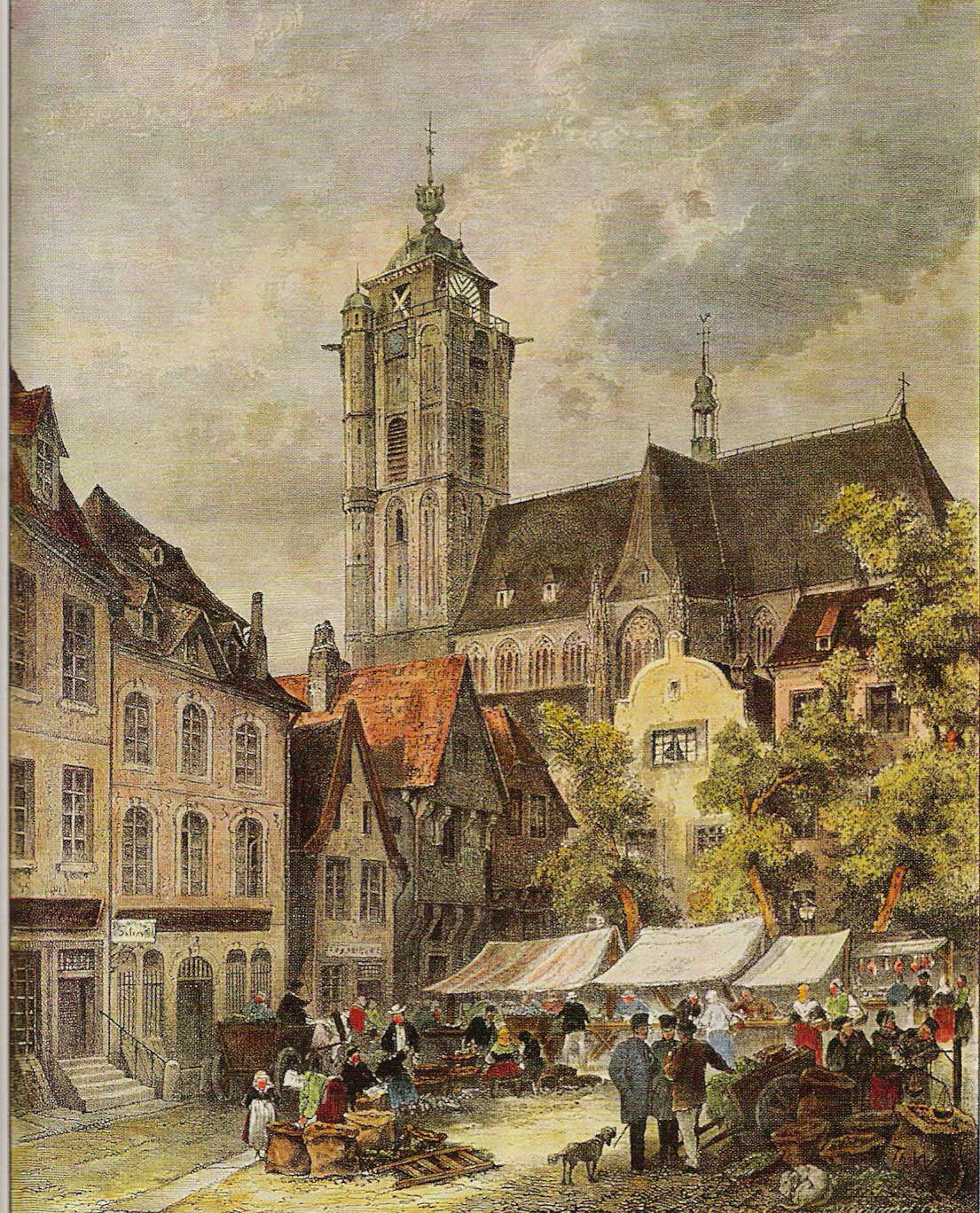